# Acacia hexaneura
Acacia hexaneura é uma espécie de leguminosa do gênero Acacia, pertencente à família Fabaceae.